# Guadalupe, Ensenada
Guadalupe är en ort i Mexiko.   Den ligger i kommunen Ensenada och delstaten Baja California, i den nordvästra delen av landet, 2 200 km nordväst om huvudstaden Mexico City. Guadalupe ligger 378 meter över havet och antalet invånare är 2 664.
Terrängen runt Guadalupe är kuperad. Runt Guadalupe är det glesbefolkat, med 8 invånare per kvadratkilometer. Guadalupe är det största samhället i trakten. Omgivningarna runt Guadalupe är i huvudsak ett öppet busklandskap.